# Daniel Eisenberg
Daniel Eisenberg, né à New York en 1946, est un hispaniste et cervantiste américain.

## Biographie
Daniel Eisenberg naît dans le Queens à New York et grandit à Canisteo, dans le Nord-Ouest de l'État de New York. Il fait son baccalauréat à l'université Johns-Hopkins en 1967, complète une maîtrise à l'université Brown en 1968 puis son doctorat en 1971 avec une thèse sur l'édition du Miroir des princes et cavaliers ou Cavalier du Phébus de Diego Ortúñez de Calahorra. En 1976, Eisenberg fonde le Journal of Hispanic Philology.
Parmi ses professeurs figure Francisco Rico alors que Martí de Riquer lui offre un soutien notamment à l'Académie des Belles-Lettres de Barcelone. Il est professeur à l'université de Caroline du Nord, à l'université de la ville de New York, à l'université d'État de Floride et l'université du Nord de l'Arizona. Entre 2000 et 2008, il dirige la revue Cervantes, de la Cervantes Society of America. Il est vice-doyen du Excelsior College  à Albany ([New York) en 2003. Il étudie le roman de chevalerie et Miguel de Cervantes et s'intéresse à l'œuvre de Federico García Lorca, notamment Poeta en Nueva York.

## Thématique

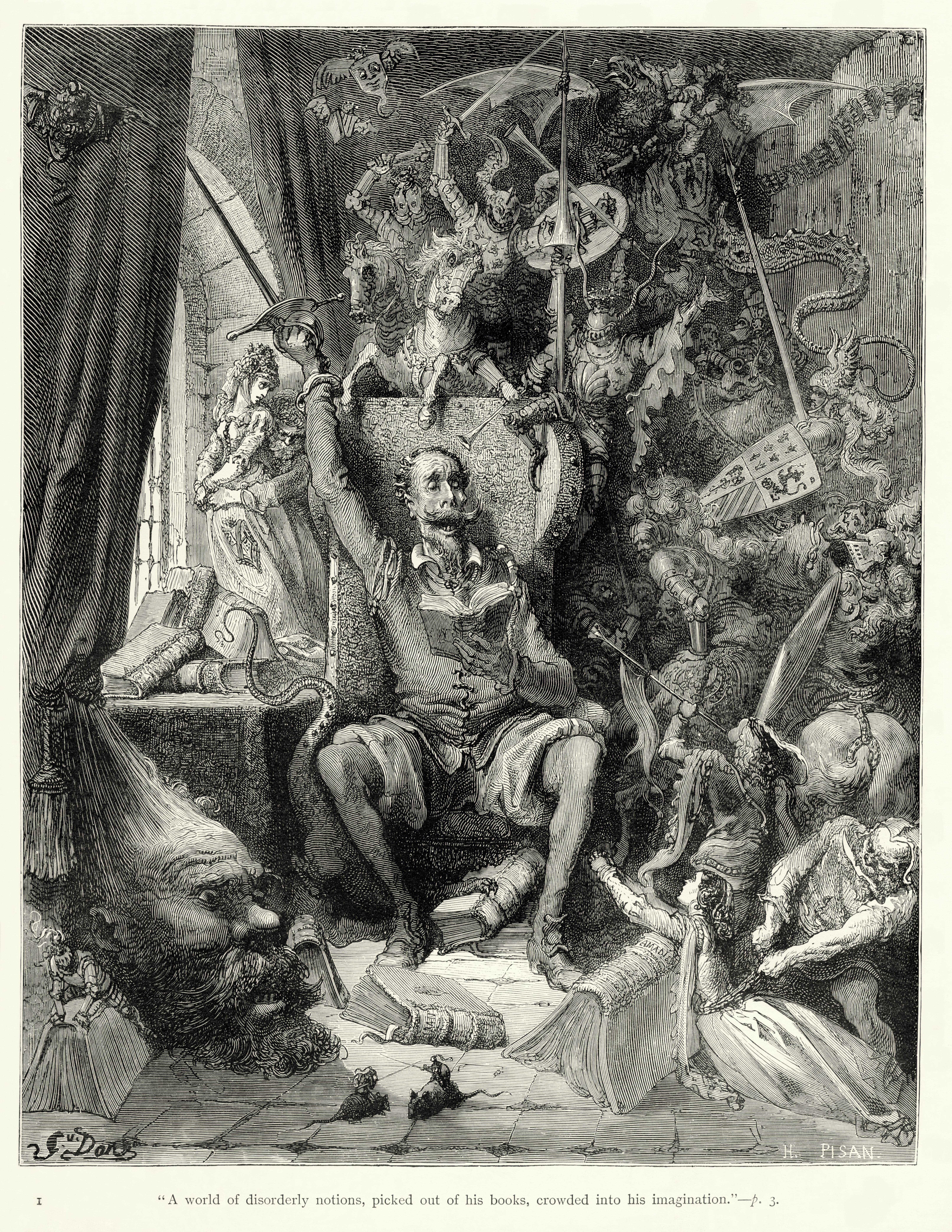
Don Quichotte dans sa bibliothèque, par Gustave Doré (1863).

Daniel Eisenberg cumule d'imposantes bibliographies et synthèses sur la littérature du siècle d'or espagnol, notamment le roman de chevalerie, peu étudié dans l'histoire littéraire. Ses études approfondies de ce genre et de cette époque littéraire, notamment de Miguel de Cervantes, l'amènent à revisiter plusieurs assertions fausses, souvent négatives, perpétuées depuis longtemps envers cette littérature. Il met en garde également de penser que les situations décrites dans les œuvres soient représentatives de la pensée réelle de Cervantes. Il étudie divers éléments de l'œuvre et de la vie de Miguel de Cervantes et analyse le genre et l'humour de Don Quichotte, qu'il désigne comme roman de chevalerie burlesque, ni roman ni parodie. Entre autres, il conclut quant à son orientation sexuelle qu'il devait être bisexuel.

## Œuvres
- 1976 - (es) Poeta en Nueva York: Historia y problemas de un texto de Lorca, Ariel
- 1982 - (en) Romances of Chivalry in the Spanish Golden Age, Juan de la Cuesta
- 1987 - (en) Thomas Percy and John Bowle: Cervantine Correspondence, Exeter Hispanic Texts
- 1987 - (en) A Study of 'Don Quixote', Juan de la Cuesta
- 1988 - (es) Las semanas del jardín de Miguel de Cervantes: Estudio, Salamanque
- 1991 - (es) Estudios cervantinos, Sirmio
- 1993 - (es) Cervantes y 'Don Quijote', Montesinos
- 2000 - avec Maricarmen Marín Pina, (es) Bibliografía de los libros de caballerías castellanos, Presses universitaires de Saragosse